# Beuvron-en-Auge
Beuvron-en-Auge é uma comuna francesa na região administrativa da Normandia, no departamento Calvados. Estende-se por uma área de 9,79 km². Em 2010 a comuna tinha 193 habitantes (densidade: 19,7 hab./km²).
Pertence à rede das As mais belas aldeias de França.